# Fadi Eid
Fadi Eid (ur. 30 kwietnia 1970) – libański szachista i trener szachowy (FIDE Trainer od 2012), mistrz międzynarodowy od 1999 roku.

## Kariera szachowa
Do ścisłej czołówki libańskich szachistów należy od połowy lat 90. XX wieku. Pomiędzy 1994 a 2012 r. dziewięciokrotnie wystąpił na szachowych olimpiadach, w tym 6 razy na najtrudniejszej I szachownicy.
W 1994 r. zdobył tytuł mistrza Libanu. W latach 1995 (w Madrasie) i 1997 (w Teheranie) dwukrotnie startował w turniejach strefowych (eliminacjach mistrzostw świata). W 1997 r. zajął II m., a w 1998 r. podzielił I-II m. w mistrzostwach kraju. W 2002 r. podzielił V-VIII m. w rozegranych w Casablance indywidualnych mistrzostwach państw arabskich oraz zwyciężył w otwartym turnieju w Damaszku. W 2003 r. podzielił IV m. w mistrzostwach państw śródziemnomorskich oraz zajął III m. (za Ewgenim Ermenkowem i Ahmadem Najjarem) w Bejrucie.
Najwyższy ranking w dotychczasowej karierze osiągnął 1 stycznia 2003 r., z wynikiem 2431 punktów zajmował wówczas pierwsze miejsce wśród libańskich szachistów.